# PearPC
PearPC es un emulador de PowerPC para la arquitectura X86, desarrollado por Sebastián Biallas y Stefan Weyergraf es de código abierto y está liberado bajo la licencia GPL.
Sistemas operativos que puede emular:
- Mac OS X 10.3
- Mandrake Linux para PPC
- Darwin para PPC
- OpenBSD para PPC
- NetBSD para PPC
- AIX para PPC

## Enlaces relacionados
- PearcPC - Web oficial
- PearPC.net - Comunidad de usuarios

- Datos: Q1151381